# Tuure Boelius
Tuure Boelius (Pori, 3 gennaio 2001) è un cantante, attore e youtuber finlandese.
Il suo canale di YouTube, aperto nel luglio 2015, è seguito da circa 152 000 persone e i suoi video sono stati visti circa un milione di volte.

## Biografia
Boelius firmò un contratto con Kaiku Entertainment nel gennaio 2017, con la quale pubblicò il primo singolo, Eikö sua hävetä, nell'agosto 2017. Il secondo singolo pubblicato fu Oh Boe, il 17 novembre 2017, seguito da Lätkäjätkä-Ville il 2 maggio 2018.
Lavorò come attore in varie esibizioni nel teatro di Pori Si è anche esibito come Touko Laaksonen da bambino nell'opera su Tom of Finland nel teatro comunale di Turku.
Nel settembre 2018 partecipò all'undicesima stagione di Tanssii tähtien kanssa, versione finlandese di Ballando con le stelle.
Nel 2019 pubblica una cover del brano Tytöt tykkää di Tea, aggiungendo la collaborazione di Teflon Brothers e adattando il testo originale.
Nel 2020 pubblica i singoli Salaisuus, 1 e Hengitä, il quale diventa colonna sonora del Kesäkumi 2020.

## Vita privata
Nel novembre 2016 in un video fa coming out come omosessuale. Per quel video è stato votato come Gay dell'anno agli QX Gay Gala nel febbraio 2017. Alcune persone hanno contattato il garante dei minori (Lapsiasiavaltuutettu), Tuomas Kurttila, perché quel premio è stato dato ad un minorenne ma Kurttila ha risposto che i minori vanno tutelati ma hanno anche il diritto di esprimersi.

## Discografia

### Singoli
- 2017 - Eikö sua hävetä
- 2017 - Oh Boe
- 2018 - Lätkäjätkä-Ville
- 2018 - Naiivi
- 2019 - Vihaan rakastaa sua
- 2019 - Ihan sama mä elän
- 2019 - TYTÖT TYKKÄÄ (feat. Teflon Brothers)
- 2020 - Salaisuus
- 2020 - 1
- 2020 - Hengitä